# George Johnston (Vizegouverneur)

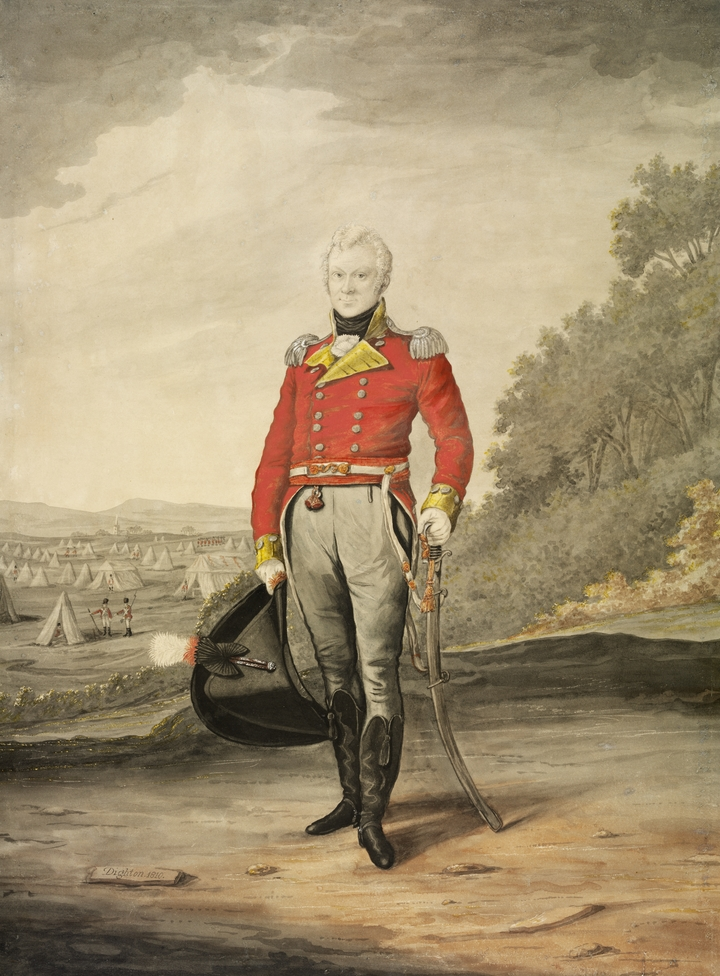
George Johnsten 1810, gemalt von Robert Dighton

George Bain Johnston (* 19. März 1764 in Annan, Dumfriesshire, Schottland; † 5. Januar 1823) war kurzzeitig nach der Rum Rebellion Vizegouverneur von New South Wales, Australien.

## Militärlaufbahn
Er war ab 1776 Second Lieutenant der Marineinfanterie und wurde im Jahre 1778 zum Lieutenant befördert. Nach seinem Dienst in Amerika und Ostindien meldete er sich freiwillig zum Dienst bei der First Fleet in New South Wales. Er arbeitete als Adjutant des Gouverneurs Arthur Phillip und wurde 1790 nach Norfolk Island beordert und wechselte später ins New South Wales Corps, wo er im September 1792 zum Captain befördert wurde.
Im September 1796 wurde er Adjutant von John Hunter und im Jahre 1800 zum Major befördert. Im gleichen Jahr nahm ihn William Paterson unter Arrest, wegen „paying spirits to a sergeant as part of his pay - and disobedience of orders“ (deutsch: Verkauf von Spirituosen an einen Serganten auf eigene Rechnung – und wegen Nichtbeachtung von Befehlen.) Er wurde vor ein Kriegsgericht gestellt und Hunter schickte ihn nach England zurück. Da es Probleme mit dem Kriegsgerichtsurteil gab, wurde das Prozedere gestoppt und er kam 1802 zurück nach New South Wales. Im Jahre 1803 wurde er befristeter Kommandeur des New South Wales Corps und da Paterson erkrankt war, wurde er in einen Konflikt zwischen Philip Gidley King und dem Militär hineingezogen. Im März 1804 handelte er entschieden im Aufstand von Castle Hill, den irische Sträflinge versuchten. Er schlug ihn mit Waffengewalt nieder. Als ihn Paterson nach Port Dalrymple (heute Launceston) schickte, wurde er Kommandeur des New South Wales Corps.
Am 26. Januar 1808 spielte er die Schlüsselrolle in der bewaffneten Auseinandersetzung der Rum Rebellion. Johnston führte die Truppen, die ihm William Bligh zur Verfügung stellte, als Vizegouverneur an und schob damit juristische und andere offizielle Bedenken beiseite. Dies war gänzlich unrechtmäßig, die Anordnungen der Justiz wurden ad absurdum geführt und es gab starken Aufruhr unter den Siedlern.
Johnston wurde am 25. April 1808 zum Lieutenant-Colonel befördert und er ersetzte am 28. Juli den altgedienten Offizier Joseph Foveaux, der Vizegouverneur auf Norfolk Island war. Er segelte mit Macarthur und Henry Fulton im März 1809 nach England und wurde im Mai 1811 vors Kriegsgericht gestellt, das ihn der Meuterei schuldig fand und zu einer Geldstrafe verurteilte. Dieses extrem milde Urteil war darin begründet, dass das Gericht fand, dass er lediglich das Werkzeug anderer Personen war.
Er ging nach New South Wales als Privatperson zurück und lebte auf seinem Land bei Annandale, Sydney, starb am 5. Januar 1823 und hinterließ eine große Familie. Zuerst wurde er in einem privaten Mausoleum auf seinem Grundstück Annadale beigesetzt, aber nach der Landaufteilung wurde er in ein neues Mausoleum auf dem Waverley Cemetery im Jahre 1904 beerdigt.

## Hinterlassenschaft
Johnston wurden weitreichende Landrechte in der Gegend von Petersham, Bankstown und Cabramatta eingeräumt. Der Stadtteil von Georges Hall trägt seinen Namen wie auch sein Farmhaus und das Land nahe der Station am Georges River und am Prospect Creek.
Das Gebäude existiert heute noch und ist nun eines der ältesten Häuser dieses Landes. Johnston hatte weitere Landrechte in der Vorstadt Annandale erhalten, die nach seinem Eigentum und nach seinem Geburtsort benannt ist. Er und Ester Abrahams arbeiteten in der Landwirtschaft und lebten in diesem Land mit ihren Kindern bis 1870, als es zum Bau von Wohnhäusern aufgeteilt und verkauft wurde. Die Hauptstraße von Annandale ist nach Johnston benannt und der Eingang ihres Eigentums steht nun auf dem Grund der Annandale Public School.